# Alexéi Mishin
Alexéi Vladímirovich Mishin –en ruso, Алексей Владимирович Мишин– (Ruzáyevka, 8 de febrero de 1979) es un deportista ruso de origen mordaviano que compitió en lucha grecorromana. Está casado con la esgrimidora Sofia Velikaya.
Participó en dos Juegos Olímpicos de Verano, obteniendo la medalla de oro en Atenas 2004, en la categoría de 84 kg, y el noveno lugar en Pekín 2008.
Ganó cinco medallas en el Campeonato Mundial de Lucha entre los años 2001 y 2010, y siete medallas en el Campeonato Europeo de Lucha entre los años 2001 y 2013.

## Palmarés internacional
| Juegos Olímpicos   | Juegos Olímpicos               | Juegos Olímpicos  | Juegos Olímpicos |
| Año                | Lugar                          | Medalla           | Categoría        |
| ------------------ | ------------------------------ | ----------------- | ---------------- |
| 2004               | Atenas (Grecia)                | Medalla de oro    | 84 kg            |
| Campeonato Mundial |                                |                   |                  |
| Año                | Lugar                          | Medalla           | Categoría        |
| 2001               | Patras (Grecia)                | Medalla de plata  | 76 kg            |
| 2005               | Budapest (Hungría)             | Medalla de plata  | 84 kg            |
| 2006               | Cantón (China)                 | Medalla de bronce | 84 kg            |
| 2007               | Bakú (Azerbaiyán)              | Medalla de oro    | 84 kg            |
| 2010               | Moscú (Rusia)                  | Medalla de bronce | 84 kg            |
| Campeonato Europeo |                                |                   |                  |
| Año                | Lugar                          | Medalla           | Categoría        |
| 2001               | Estambul (Turquía)             | Medalla de oro    | 84 kg            |
| 2003               | Belgrado (Serbia y Montenegro) | Medalla de oro    | 84 kg            |
| 2005               | Varna (Bulgaria)               | Medalla de oro    | 84 kg            |
| 2007               | Sofía (Bulgaria)               | Medalla de oro    | 84 kg            |
| 2009               | Vilna (Lituania)               | Medalla de oro    | 84 kg            |
| 2010               | Bakú (Azerbaiyán)              | Medalla de plata  | 84 kg            |
| 2013               | Tiflis (Georgia)               | Medalla de oro    | 84 kg            |